# Coronilla pseudogemata
Coronilla pseudogemata är en spindelart som beskrevs av Xu och Li 2007. Coronilla pseudogemata ingår i släktet Coronilla och familjen mörkerspindlar. Inga underarter finns listade i Catalogue of Life.